# Przełęcz Słopnicka
Przełęcz Słopnicka (757,5 m) – przełęcz w Beskidzie Wyspowym między Cichoniem (929 m) a Zapowiednicą (763 m). Przez przełęcz biegnie droga ze Słopnic do Zalesia. Na siodle przełęczy krzyżuje się ona z drogą do osiedla Bukowina należącego do Zalesia i drogą do osiedla Piechotówka należącego do Słopnic. Przez Przełęcz Słopnicką biegnie granica między wsiami Słopnice i Zalesie.
Do lat 60. XX w. Przełęcz Słopnicka była główną drogą łączą Limanową z Kamienicą. Straciła na znaczeniu po wybudowaniu połączenia przez Przełęcz Ostra-Cichoń. Przejazd przez przełęcz stał się utrudniony (brak nawierzchni asfaltowej). 2 lipca 2008 roku oficjalnie oddano do użytku zmodernizowany, ponad dwukilometrowy, odcinek nowej nawierzchni asfaltowej.
Na przełęczy znajdują się ławki dla turystów, figurka i tablica z małopolskim szlakiem papieskim. Karol Wojtyła, będący zapalonym turystą, wędrował tędy po Beskidzie Wyspowym podziwiając z przełęczy widoki. Dzięki temu, że przełęcz jest bezleśna, niezabudowana, odsłonięta na znacznej długości, rozciągają się stąd szerokie widoki. W kierunku południowo-wschodnim widok na bliski stąd Modyń i dalsze wzniesienia Beskidu Sądeckiego, w kierunku północnym na rozległą dolinę wsi Słopnice i Tymbark oraz wzniesienia Beskidu Wyspowego: Pasmo Łososińskie, Kamionna, Kostrza, Zęzów, Paproć, Łopień i Mogielica. Na wschód Ostra i pobliski Cichoń z kilkoma domami, na jego zboczach, tuż pod lasem, należącego do Zalesia przysiołka Ślagi (Szlagi).

## Szlaki turystyczne
pieszy Przełęcz Ostra-Cichoń – Cichoń – Przełęcz Słopnicka – Mogielica – Łopień – Dobra
  rowerowy z Limanowej przez Skiełek, Okowaniec, Jeżową Wodę, przełęcz Ostrą. Stąd niebieskim przez Cichoń, przełęcz Słopnicką na Mogielicę
 trasa narciarstwa biegowego okalająca Mogielicę. Pętlę można rozpocząć z przełęczy Słopnickiej, Półrzeczek (osiedle Mrózki), Przełęczy Rydza-Śmigłego lub osiedla Podmogielica.

## Przypisy

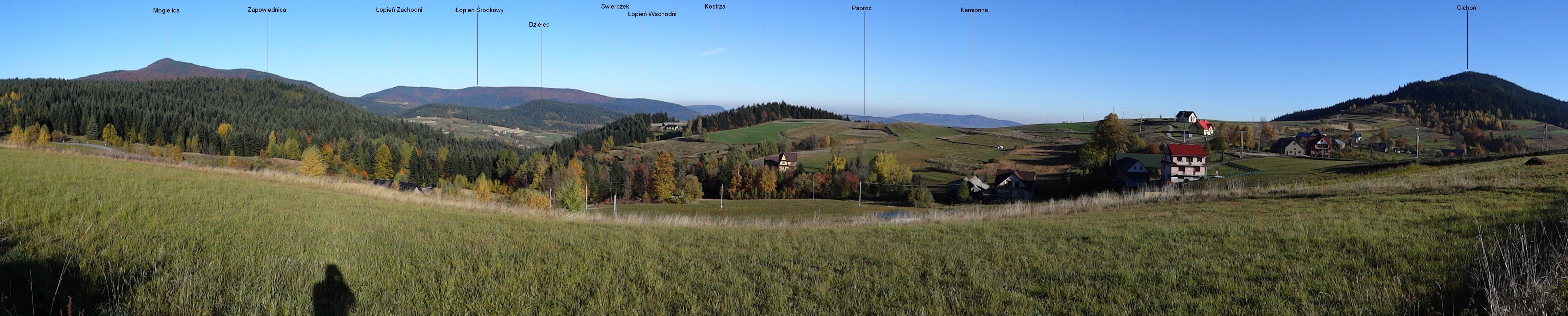
Panorama widokowa z Przełęczy Słopnickiej
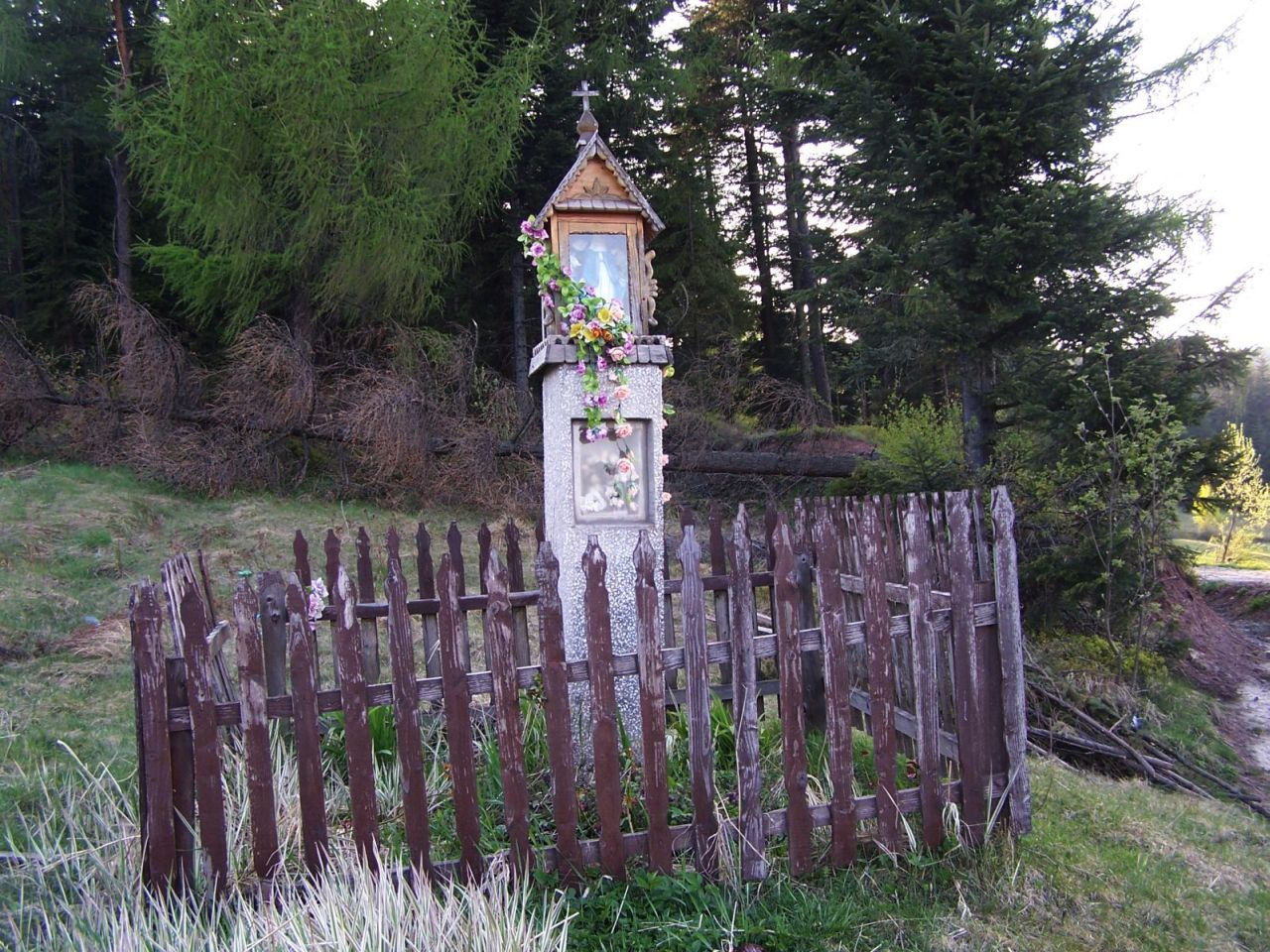
Figurka na Przełęczy Słopnickiej
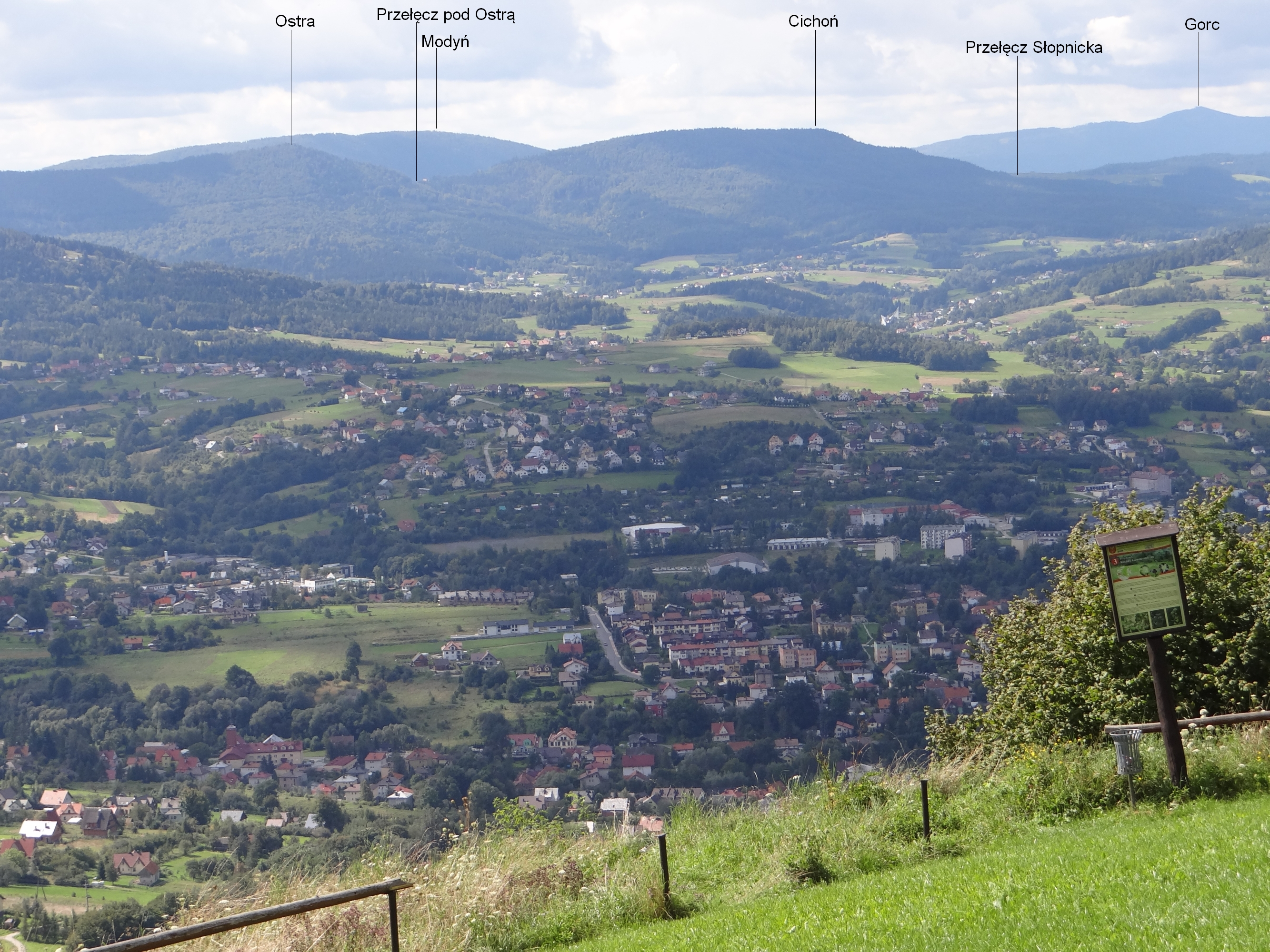
Widok na Przełęcz Słopnicką z Miejskiej Góry
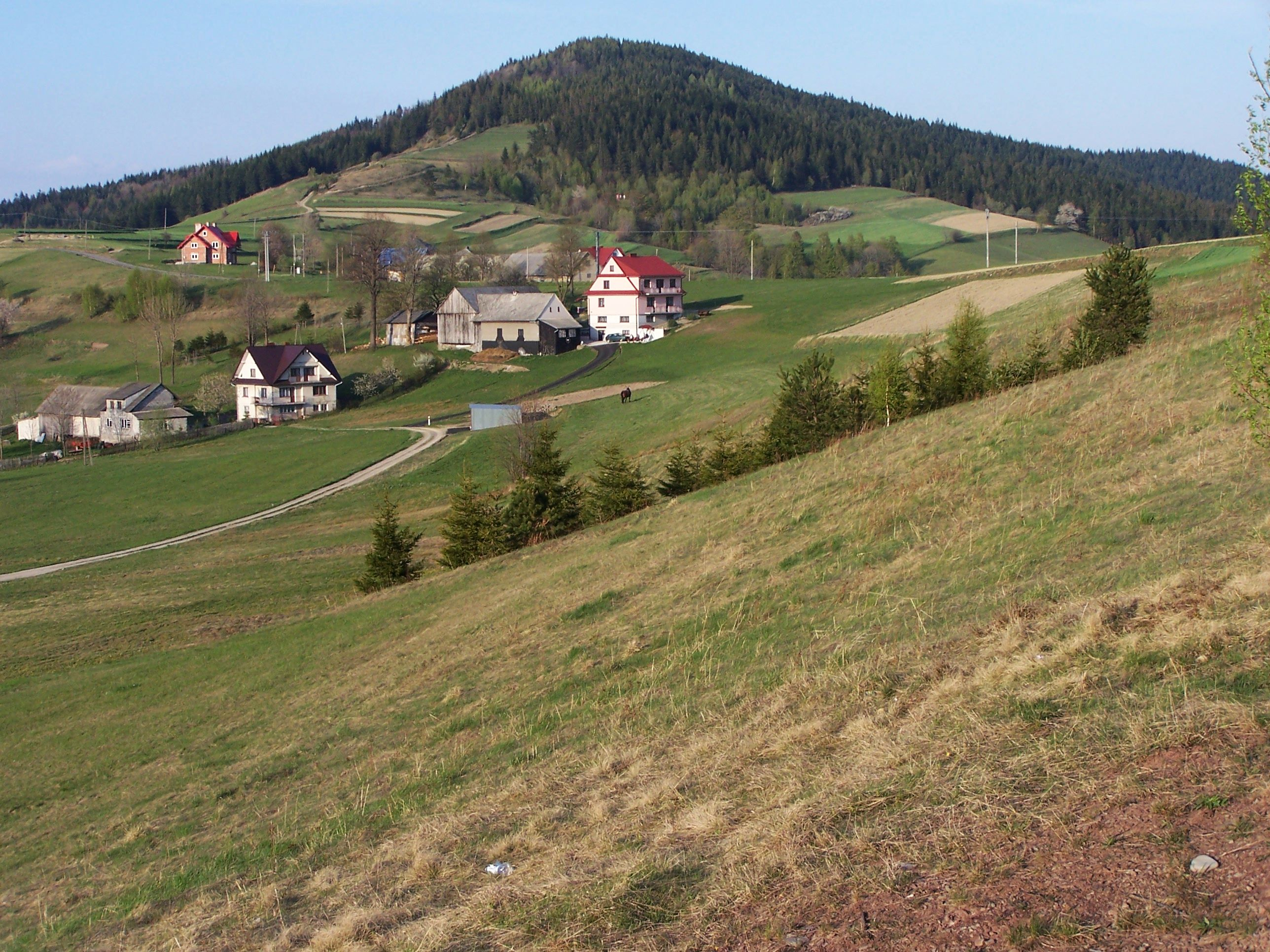
Widok z przełęczy w kierunku Cichonia